# Robert Z. Leonard
Robert Zigler Leonard, född 7 oktober 1889 i Chicago i Illinois, död 27 augusti 1968 i Beverly Hills i Kalifornien, var en amerikansk filmregissör, skådespelare, producent och manusförfattare.

## Filmografi i urval
- 1929 – Marianne
- 1931 – Susan Lenox
- 1933 – Den dansande Venus
- 1935 – Marietta
- 1936 – Den store Ziegfeld
- 1937 – En gång i maj
- 1940 – En man för Elizabeth
- 1940 – Jag hatar dig, älskling!
- 1941 – Ziegfeldflickan
- 1945 – Människor på hotell
- 1949 – Butik med musik
- 1949 – Stormen kommer
- 1950 – Ur vattnet i elden
- 1954 – Hennes tolv män
- 1955 – Världens vackraste kvinna